# Liste der Baudenkmale in Karrenzin
In der Liste der Baudenkmale in Karrenzin sind alle Baudenkmale der Gemeinde Karrenzin (Landkreis Ludwigslust-Parchim) und ihrer Ortsteile aufgelistet (Stand: Januar 2021).

## Karrenzin
| ID | Lage                | Bezeichnung                                        | Beschreibung | Bild                                               |
| -- | ------------------- | -------------------------------------------------- | ------------ | -------------------------------------------------- |
|    | Hauptstraße (Karte) | Kriegerdenkmal 1914/18                             |              | Kriegerdenkmal 1914/18                             |
|    | (Karte)             | Kirche mit Trockenmauer                            |              | Kirche mit Trockenmauer                            |
|    | Ringstraße (Karte)  | Denkmal für die Kollektivierung der Landwirtschaft |              | Denkmal für die Kollektivierung der Landwirtschaft |

## Herzfeld
| ID | Lage                           | Bezeichnung                     | Beschreibung | Bild                            |
| -- | ------------------------------ | ------------------------------- | ------------ | ------------------------------- |
|    | Fritz-Reuter-Straße 12 (Karte) | Forsthaus mit Stall             |              | Forsthaus mit Stall             |
|    | Fritz-Reuter-Straße 18 (Karte) | Pfarrhaus                       |              | Pfarrhaus                       |
|    | Fritz-Reuter-Straße            | Spritzenhaus und Schlauchturm   |              |                                 |
|    | Fritz-Reuter-Straße (Karte)    | Kriegerdenkmal 1914/18          |              | Kriegerdenkmal 1914/18          |
|    | (Karte)                        | Denkmal für die Kollektivierung |              | Denkmal für die Kollektivierung |
|    | (Karte)                        | Herzfeld Kirche                 |              | Herzfeld Kirche                 |

## Neu Herzfeld
| ID | Lage                   | Bezeichnung | Beschreibung | Bild |
| -- | ---------------------- | ----------- | ------------ | ---- |
|    | Hauptstraße 4 (Karte)  | Wohnhaus    |              |      |
|    | Hauptstraße 20 (Karte) | Büdnerei    |              |      |
|    | Hauptstraße 26 (Karte) | Büdnerei    |              |      |

## Wulfsahl
| ID | Lage                      | Bezeichnung                 | Beschreibung | Bild                        |
| -- | ------------------------- | --------------------------- | ------------ | --------------------------- |
|    | Hauptstraße 1 (Karte)     | Bauernhaus                  |              | Bauernhaus                  |
|    | Hauptstraße 28 (Karte)    | Bauernhaus, Scheunen, Stall |              | Bauernhaus, Scheunen, Stall |
|    | Hauptstraße 33 (Karte)    | Bauernhaus und Stall        |              |                             |
|    | (Karte)                   | Kirche und Torpfeiler       |              | Kirche und Torpfeiler       |
|    |                           | Kriegerdenkmal 1914/18      |              |                             |
|    | L 083 Richtung Ziegendorf | Meilenstein                 |              |                             |
|    | Poltnitzer Weg 5 (Karte)  | Schmiede                    |              | Schmiede                    |